# キュラ
キュラ （Culhat）は、フランス、オーヴェルニュ＝ローヌ＝アルプ地域圏、ピュイ＝ド＝ドーム県のコミューン。クレルモン＝フェラン人口密集地に属している。

## 歴史
1113年、モンガスコンとビュロンの領主たちは、メダーグ（Médagues）にあるそれぞれ自らの領地を売却した。ラ・シェーズ＝デュー修道院に関係するベネディクト会派修道院を建てるためである。
テンプル騎士団の騎士、フランソワ・ド・ボールは、1278年にクレルモン司教ギィ・ド・ラ・トゥールの封土であることを追認し、司教座に金貨を支払った。
1293年、王家の廷吏ジャン・ド・トリーは、オーヴェルニュにあった14箇所のコマンドリーについて言及している。そのコマンドリーには、la Fulhosa（フランス語でLa Fouilhouze）というものも含まれていた。今はもうなくなっているマイルストーン石の一つは、隣接するコミューンのジョズとキュラの間にあり、テンプル騎士団の十字架が記されていた。1312年、これらは聖ヨハネ騎士団に委譲された。
教区教会の聖域は、聖ヨハネ騎士団の領主司令官の墓となっていた。1781年8月27日、モンフェラン及びキュラの司令官ジャック・ド・スデーユが亡くなり、クレヴァン・ラヴェーヌのかつての教会参事会に葬られた。

## 人口統計
| 1962年 | 1968年 | 1975年 | 1982年 | 1990年 | 1999年 | 2006年 | 2012年 |
| ------ | ------ | ------ | ------ | ------ | ------ | ------ | ------ |
| 755    | 737    | 708    | 718    | 849    | 875    | 1064   | 1080   |

source=1999年までLdh/EHESS/Cassini、2004年以降INSEE

## 史跡
- 死者のランタン（fr） - 丸型で細身の石組みの建物。内部は通常からである。夕暮れになると、死者を導くために火がともされた。現在、歴史文化財指定されている[7]。
- ノートルダム教会 - 歴史文化財指定されている[8]。聖母の被昇天に捧げるため、11世紀に建てられた教区教会。ユグノーによって引き起こされた火災の深い傷跡を消すために、身廊を復元した際、18世紀の絵画『天使の挨拶』が聖歌隊席上のアーケードで発見された。

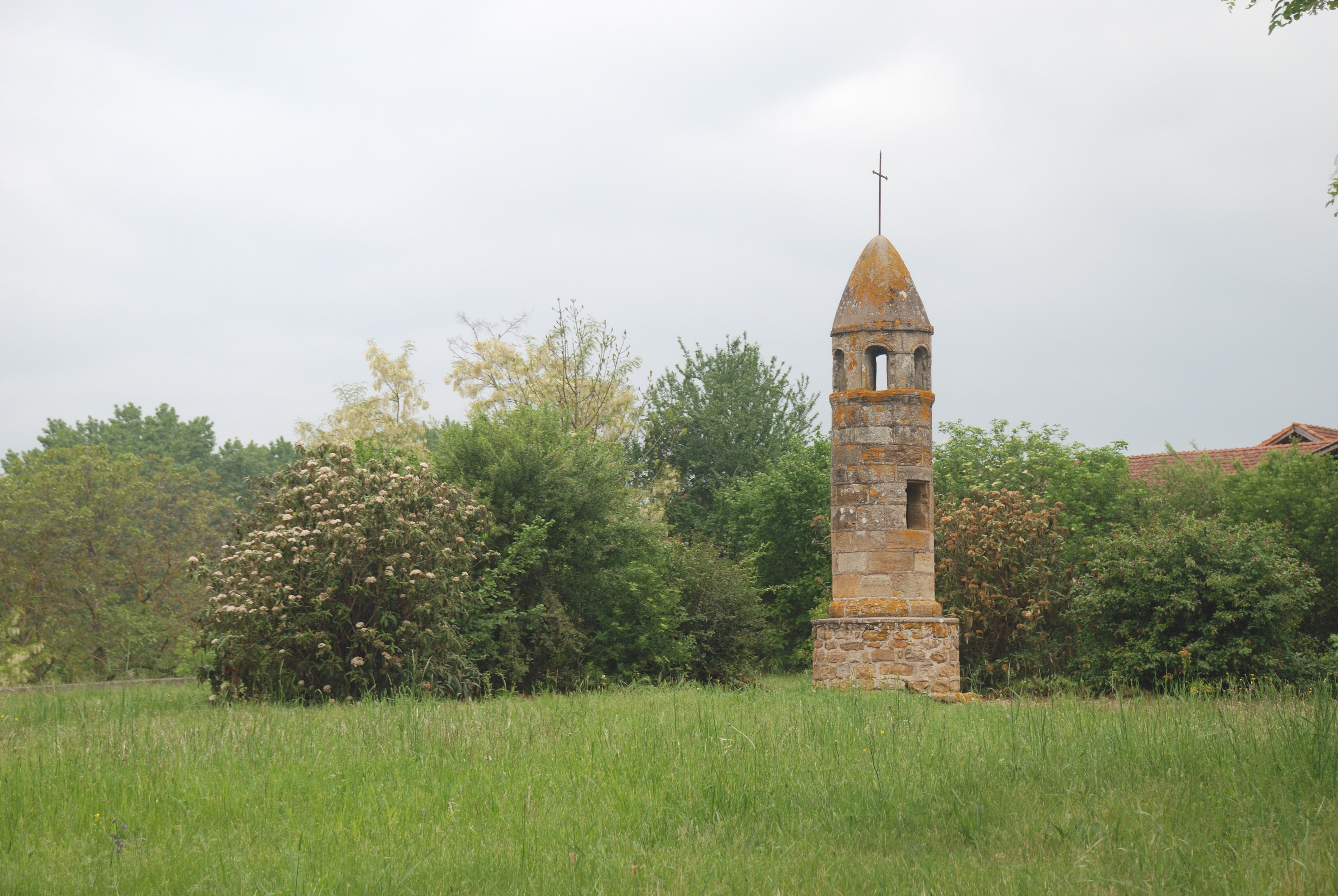
死者のランタン
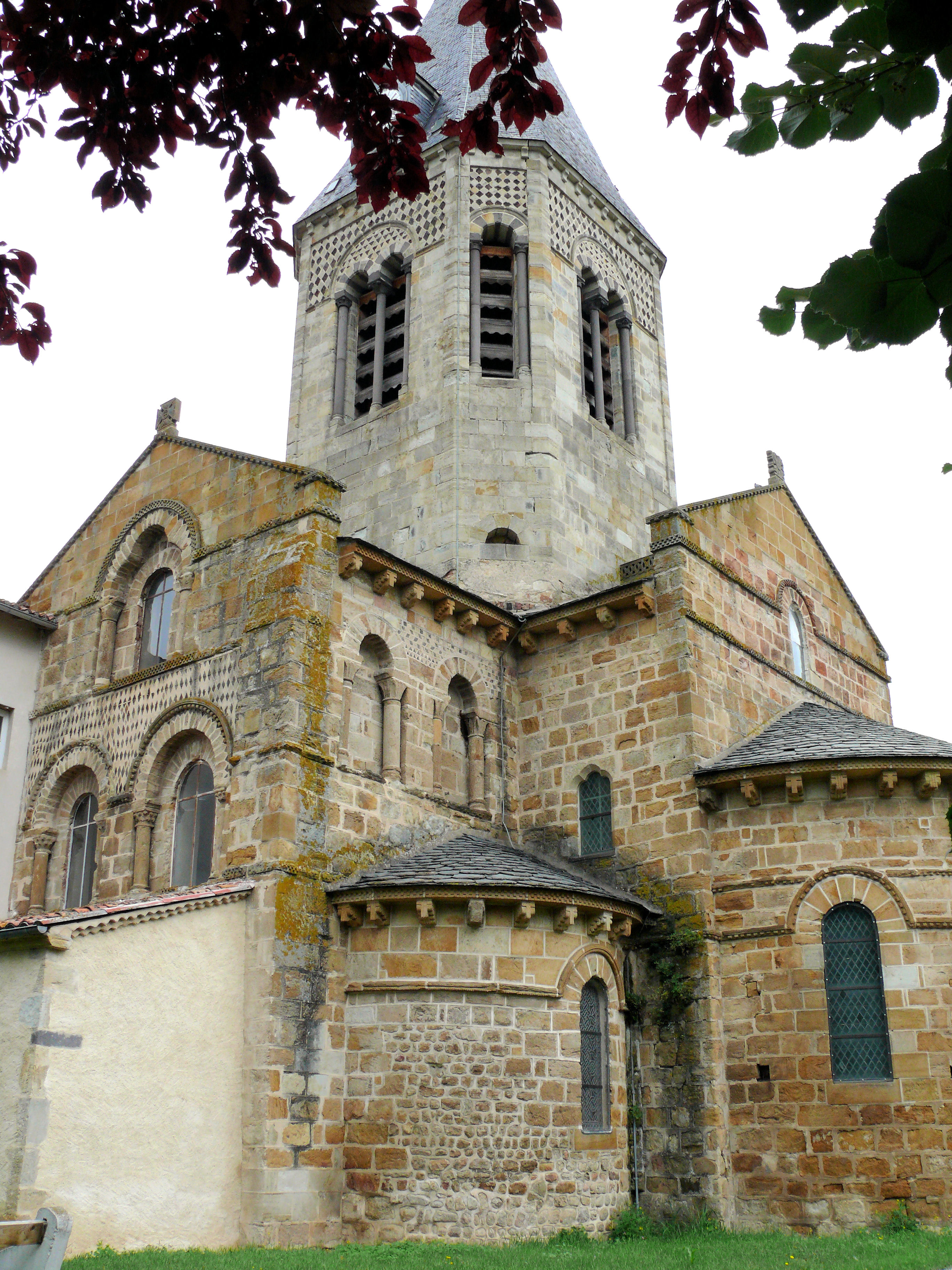
教会のシュヴェ